# Emanuel Bechynie
Emanuel Bechynie, šlechtickým jménen baron Emanuel Adolf III. Bechinie z Lažan (30. července 1929 Jihlava - 27. listopadu 2019) pocházel z rodu Bechyňové z Lažan.

## Život
V dětví bydlel s rodiči na zámečku a statku v Jihlavě. Emanuel Bechynie absolvoval jihlavské gymnázium a pak vystudoval lékařskou fakultu v Brně a po jejím ukončení zde pracoval jako odborný asistent. V roce 1958 z fakulty odešel a pracoval v Boskovicích v nemocnici na porodnicko-gynekologickém oddělení. V 50. letech byl rodině zabaven majetek a statek znárodněn. Byl odborným lékařem a primářem gynekologicko-porodnického oddělení. V roce 1991 odešel do důchodu a žil v Třešti. Sepsal kroniku rodu a zajímal se o historii a geneaologii.

### Rodina
Jeho otcem byl Emanuel Adolf II. Bechynie z Lažan, Matka se jmenovala Charlota a měl ještě sestru Dagmar.